# Crawfurdia sinkuensis
Crawfurdia sinkuensis är en gentianaväxtart som först beskrevs av Marquand, och fick sitt nu gällande namn av H. Smith. Crawfurdia sinkuensis ingår i släktet Crawfurdia och familjen gentianaväxter. Inga underarter finns listade i Catalogue of Life.